# Isabelle Drummond
Isabelle Christine Lourenço Gomes Drummond (Niterói, 12 de abril de 1994) é uma atriz, empresária e filantropa brasileira. Tornou-se conhecida ainda na infância, ao interpretar a boneca de pano Emília na série infantil Sítio do Picapau Amarelo, integrando o elenco por seis anos consecutivos. 
Ainda na TV Globo continuou a ganhar notoriedade ao emplacar várias personagens de destaque nas novelas como Bianca de Caras & Bocas e Cida em Cheias de Charme, seus dois maiores sucessos, além de outras personagens, como Giane em Sangue Bom, Manuzita em Verão 90 e Anna Millman em Novo Mundo.

## Biografia
Isabelle é filha de Damir Drummond e do gerente de posto de gasolina Fernando Luiz Drummond Xavier, morto em fevereiro de 2007 em Niterói, baleado na porta de um banco. A atriz tem parentesco distante com o poeta Carlos Drummond de Andrade.

## Vida pessoal
Em 2011, declarou, em uma entrevista a revista Quem ser evangélica. Em fevereiro de 2014, começou a namorar o cantor Tiago Iorc, sendo somente oficializado em abril, durante a festa de lançamento da novela Geração Brasil. O relacionamento chegou ao fim em setembro de 2015, após quase dois anos juntos. Em 2016, tornou-se vegana por questões de ideologia aos animais. Em 2016 e 2017, abriu uma agência chamada HD7 e uma empresa de delivery de comidas saudáveis chamada Levê Pocket.
Isabelle confirmou ter parentesco com o poeta Carlos Drummond de Andrade, já que Carlos era primo de sua avó paterna; “Não sei o nível, nunca fui a fundo nessa pesquisa familiar. Ela trocava várias cartas com ele, minha avó adora escrever", revelou Isabelle.
Em 22 de novembro de 2023, Isabelle foi assaltada na Zona Sul do Rio. Ela estava no Leblon quando foi rendida pelos criminosos. No carro, estavam ela, a amiga e o motorista, e seus pertences foram levados por quatro bandidos. De acordo com a assessoria da atriz, "o carro, um Audi, não foi levado por conta da incapacidade dos ladrões de ligar o carro". Nenhum deles sofreu algum tipo de agressão.

## Filantropia
Isabelle também criou e é líder de uma ONG chamada Casa 197, que se dedica a vários projetos sociais para ajudar comunidades e pessoas carentes, dar apoio a outras entidades e organizar distribuição de refeições a pessoas em situação de rua. Em 2019, convocou alguns amigos próximos para ajudá-la a reformar a casa de uma família humilde que foi incendiada na cidade carioca de Duque de Caxias. A partir de então, seus trabalhos sociais foram reconhecidos pela Forbes Brasil, que a incluiu na lista 30 Under 30, categoria Terceiro Setor.

## Carreira
A carreira de Isabelle começou em 2000, quando fez uma rápida participação na novela Laços de Família e na série Linha Direta. No mesmo ano participou do filme Xuxa Popstar. Em 2001 teve seu primeiro papel fixo na televisão como a pequena Rosicler, a filha da personagem de Ana Paula Arósio, na minissérie Os Maias. No mesmo ano, interpretou a boneca Emília na série infantil Sítio do Picapau Amarelo, integrando o elenco por seis anos consecutivos. Sento indicada duas vezes ao melhores do ano como melhor atriz mirim.
Em 2007 participou da novela Eterna Magia, interpretando Gina e em 2008, fez uma participação de dois capítulos na novela  A Favorita, como Carla. Em 2009 foi vencedora da primeira temporada do Super Chefinhos e atuou no longa-metragem Se Eu Fosse Você 2, no papel de Bia, filha do casal principal Cláudio (Tony Ramos) e Helena (Glória Pires), menina que engravida precocemente do namorado e resolve esconder do pai. Entre 2009 e 2010, interpretou a coprotagonista Bianca, filha de Dafne (Flávia Alessandra) e Gabriel (Malvino Salvador) em Caras & Bocas, personagem que lançou os bordões "É a Treva", "Sou experiente" e "Sou a Rainha dos Biscoitos de Polvilho", que caíram no gosto do público.  vencendo o prêmio Capricho de "Melhor atriz juvenil" e sendo indicada ao "Prêmio Contigo". 
Em 2011, integrou no elenco da novela das seis Cordel Encantado, interpretando Rosa. Em 2012, protagonizou a novela Cheias de Charme, junto com Taís Araújo e Leandra Leal, interpretando Cida, uma das três "empreguetes". Nos anos seguintes, emendaria uma novela na outra, em 2013, interpretou a protagonista Giane na novela Sangue Bom. Em 2014, viveu a fútil e mimada americana Megan na novela Geração Brasil. Em 2015, integrou o elenco da novela Sete Vidas, ao lado de Jayme Matarazzo, Domingos Montagner e Débora Bloch. Em 2016, protagonizou a primeira fase da novela A Lei do Amor, interpretando Heloísa. Em 2017, viveu a protagonista Anna Millman na novela Novo Mundo. Em 2019 protagonizou a novela das sete, Verão 90 interpretando a personagem Manuela Renata a "Manuzita". Ao final dos anos 2010, Isabelle protagonizou 6 novelas seguidas, estando entre as atrizes que mais conseguiram papeis de destaque na década. 
Em 2021, Isabelle participou da série de treze episódios As Crianças Que Amamos, do Canal Viva, que conta com depoimentos dos atores que iniciaram as carreiras ainda crianças e continuam na vida artística.
Ainda em 2021 Isabelle entrou para o universo live-action da Turma da Mônica como Tina em Turma da Mônica: Lições. Em 2022 estreou nos cinemas a  comédia Minha Família Perfeita, filme dirigido por Felipe Joffily, onde viveu a protagonista Denise.
Atualmente, Isabelle dedica-se a trabalhos como produtora, tendo já trabalhado na produção de alguns curtas metragens infantis ainda não lançados e atualmente está em processo de produção de uma cinebiografia sobre a atriz Laura Alvim, em que também atuará como protagonista. 
Paralelamente à isso, em 2024 protagonizou a peça Tina - Respeito, dando vida novamente à personagem Tina de Maurício de Souza, dessa vez no teatro.  
Após quase sete anos afastada das telenovelas, quando decidiu se dedicar a carreira de produtora e modelo, Isabelle anunciou seu retorno ao gênero sendo confirmada como uma das vilãs de Coração Acelerado em 2026.

## Filmografia

### Televisão
| Ano     | Título                   | Papel                                   | Nota                          |
| ------- | ------------------------ | --------------------------------------- | ----------------------------- |
| 2000    | Laços de Família         | Cliente da pet shop                     | Episódio: "7 de junho"        |
| 2000    | Linha Direta             | Filha de Bento                          | Episódio: "O.T.A. / Franca"   |
| 2001    | Os Maias                 | Rosicler Maia                           |                               |
| 2001–06 | Sítio do Picapau Amarelo | Emília                                  |                               |
| 2005    | A História de Rosa       | Rosa                                    |                               |
| 2007    | Eterna Magia             | Angelina Ferreira O'Neill (Gina)        |                               |
| 2008    | A Favorita               | Carla                                   | Episódio: "30 de agosto"      |
| 2009    | Super Chefinhos          | Participante                            | Temporada 1                   |
| 2009–10 | Caras & Bocas            | Bianca Bastos Conti da Silva            |                               |
| 2011    | Cordel Encantado         | Rosa Alfredo                            |                               |
| 2012    | Cheias de Charme         | Maria Aparecida dos Santos Souza (Cida) |                               |
| 2013    | Sangue Bom               | Regiane de Souza (Giane)                |                               |
| 2014    | Geração Brasil           | Megan Lily Parker-Marra                 |                               |
| 2015    | Sete Vidas               | Júlia de Moraes Brandão                 |                               |
| 2016    | A Lei do Amor            | Helô (jovem)                            | Episódios: "3–7 de outubro"   |
| 2017    | Novo Mundo               | Anna Millman                            |                               |
| 2019    | Verão 90                 | Manuela Renata Andrade (Manuzita)       |                               |
| 2021    | As Crianças Que Amamos   | Ela mesma                               | Episódio: "Isabelle Drummond" |
| 2026    | Coração Acelerado        | Naiane Amaral                           |                               |

### Cinema
| Ano  | Título                      | Papel      |
| ---- | --------------------------- | ---------- |
| 2000 | Xuxa Popstar                | Júlia (Ju) |
| 2009 | Se Eu Fosse Você 2          | Bia        |
| 2018 | Talvez uma História de Amor | Cíntia     |
| 2021 | Turma da Mônica: Lições     | Tina       |
| 2022 | Minha Família Perfeita      | Denise     |

### Dublagem
| Ano  | Título                          | Papel         |
| ---- | ------------------------------- | ------------- |
| 2012 | A Origem dos Guardiões          | Fada do Dente |
| 2014 | Amazônia - Planeta verde        | Gaia          |
| 2015 | As Aventuras do Pequeno Colombo | Mab           |

### Internet
| Ano  | Título  | Papel                  | Nota                         |
| ---- | ------- | ---------------------- | ---------------------------- |
| 2022 | Novelei | Camila Lacerda Ferrari | Episódio: "Laços de Família" |

## Teatro
| Ano  | Título          | Personagem |
| ---- | --------------- | ---------- |
| 2004 | Cosquinha       | Menina     |
| 2024 | Tina - Respeito | Tina       |

## Discografia

### Trilha sonora
Em novembro de 2012, foi lançado o DVD "Os Grandes Sucessos Musicais da Novela Cheias De Charme", contendo canções gravadas pelas protagonistas, além de participações do elenco da novela e cantores convidados. Além de participar do DVD, Isabelle gravou no programa Roberto Carlos Especial, exibido em 25 de dezembro de 2012, onde cantou junto a outras atrizes e ao próprio Roberto.
| Ano  | Canção | Álbum                                                        |
| ---- | --- | ------------------------------------------------------------ |
| 2012 | "Vida de Empreguete" (com Taís Araújo e Leandra Leal)                                                                  | DVD: Os Grandes Sucessos Musicais da Novela Cheias De Charme |
| 2012 | "Marias Brasileiras" (com Taís Araújo e Leandra Leal)                                                                  | DVD: Os Grandes Sucessos Musicais da Novela Cheias De Charme |
| 2012 | "Forró das Curicas" (com Taís Araújo e Leandra Leal)                                                                   | DVD: Os Grandes Sucessos Musicais da Novela Cheias De Charme |
| 2012 | "Nosso Brilho" (com Taís Araújo e Leandra Leal)                                                                        | DVD: Os Grandes Sucessos Musicais da Novela Cheias De Charme |
| 2012 | "Chá Lá Lá" (com Taís Araújo e Leandra Leal)                                                                           | DVD: Os Grandes Sucessos Musicais da Novela Cheias De Charme |
| 2012 | "Lê Lê Lê " (com Taís Araújo, Leandra Leal e João Neto & Frederico)                                                    | DVD: Os Grandes Sucessos Musicais da Novela Cheias De Charme |
| 2012 | "Ex Mai Love" (com Taís Araújo, Leandra Leal, Cláudia Abreu e Ricardo Tozzi)                                           | DVD: Os Grandes Sucessos Musicais da Novela Cheias De Charme |
| 2012 | "É Meu, É Meu, É Meu (The Mine Song)" (com Taís Araújo, Leandra Leal, Roberto Carlos, Cláudia Abreu e Titina Medeiros) | Criança Esperança 2012                                       |

## Prêmios e indicações
| Ano  | Prêmio                         | Categoria                     | Indicação                | Resultado |
| ---- | ------------------------------ | ----------------------------- | ------------------------ | --------- |
| 2001 | Prêmio TV Press                | Atriz Revelação               | Sítio do Picapau Amarelo | Venceu    |
| 2002 | Prêmio Contigo! de TV          | Melhor Atriz Infantil         | Sítio do Picapau Amarelo | Indicada  |
| 2002 | Melhores do Ano                | Melhor Atriz Mirim            | Sítio do Picapau Amarelo | Indicada  |
| 2002 | Prêmio Master                  | Revelação Infantil            | Sítio do Picapau Amarelo | Venceu    |
| 2002 | Prêmio Austregésilo de Athayde | Revelação Infantil            | Sítio do Picapau Amarelo | Venceu    |
| 2008 | Prêmio Contigo! de TV          | Melhor Atriz Infantil         | Eterna Magia             | Indicada  |
| 2009 | Capricho Awards                | Melhor Atriz Juvenil Nacional | Caras & Bocas            | Venceu    |
| 2009 | Prêmio Extra de Televisão      | Atriz Coadjuvante             | Caras & Bocas            | Indicada  |
| 2010 | Troféu Imprensa                | Revelação do Ano              | Caras & Bocas            | Indicada  |
| 2010 | Prêmio Contigo! de TV          | Melhor Atriz de Novela        | Caras & Bocas            | Indicada  |
| 2012 | Prêmio Extra de Televisão      | Ídolo Teen                    | Cheias de Charme         | Venceu    |
| 2012 | Capricho Awards                | Melhor Atriz Nacional         | Cheias de Charme         | Indicada  |
| 2013 | Prêmio Contigo! de TV          | Melhor Atriz de Novela        | Cheias de Charme         | Indicada  |
| 2013 | Meus Prêmios Nick              | Atriz Favorita                | Sangue Bom               | Indicada  |
| 2014 | Prêmio Contigo! de TV          | Melhor Atriz de Novela        | Sangue Bom               | Indicada  |
| 2014 | Meus Prêmios Nick              | Atriz Favorita                | Geração Brasil           | Indicada  |
| 2014 | Meus Prêmios Nick              | Gata do Ano                   | Ela mesma                | Venceu    |
| 2019 | Troféu AIB de Imprensa         | Melhor Atriz                  | Verão 90                 | Indicada  |
| 2022 | Festival Sesc Melhores Filmes  | Melhor Atriz Nacional         | Turma da Mônica: Lições  | Indicada  |